# 薩克森的瑪麗亞 (1827年—1857年)
薩克森的瑪麗亞（德語：Maria von Sachsen，1827年1月22日—1857年10月8日），薩克森國王約翰的長女。
瑪麗亞終生未婚，死後葬在宮廷主教座堂。